# Eparchie Breslau-Koszalin
Die Eparchie Breslau-Koszalin (lat.: Dioecesis Vratislaviensis-Coslinensis ritus bysantini ucraini) ist eine in Polen gelegene Eparchie der ukrainischen griechisch-katholischen Kirche mit Sitz in Breslau.

## Geschichte
Die Eparchie Breslau-Danzig wurde am 24. Mai 1996 durch Papst Johannes Paul II. mit der Apostolischen Konstitution Ecclesia catholica errichtet und der Erzeparchie Przemyśl-Warschau als Suffragandiözese unterstellt.
Am 25. November 2020 gab die Eparchie Breslau-Danzig Teile ihres Territoriums zur Errichtung der Eparchie Olsztyn-Danzig ab und wurde in Eparchie Breslau-Koszalin umbenannt.

## Ordinarien

### Bischöfe der Eparchie Breslau-Danzig
- Teodor Majkowicz, 1996–1998
- Włodzimierz Juszczak OSBM, 1999–2020

### Bischöfe der Eparchie Breslau-Koszalin
- Włodzimierz Juszczak OSBM, seit 2020